# Municipio de Guilford (Ohio)
El municipio de Guilford (en inglés: Guilford Township) es un municipio ubicado en el condado de Medina en el estado estadounidense de Ohio. En el año 2010 tenía una población de 3203 habitantes y una densidad poblacional de 57,29 personas por km².

## Geografía
El municipio de Guilford se encuentra ubicado en las coordenadas 41°1′39″N 81°49′48″O / 41.02750, -81.83000. Según la Oficina del Censo de los Estados Unidos, el municipio tiene una superficie total de 55.91 km², de la cual 55,91 km² corresponden a tierra firme y (0 %) 0 km² es agua.

## Demografía
Según el censo de 2010, había 3203 personas residiendo en el municipio de Guilford. La densidad de población era de 57,29 hab./km². De los 3203 habitantes, el municipio de Guilford estaba compuesto por el 97,53 % blancos, el 0,41 % eran afroamericanos, el 0,19 % eran amerindios, el 0,81 % eran asiáticos, el 0,09 % eran de otras razas y el 0,97 % eran de una mezcla de razas. Del total de la población el 0,91 % eran hispanos o latinos de cualquier raza.